# Secteur pavé de Beuvry-la-Forêt à Orchies

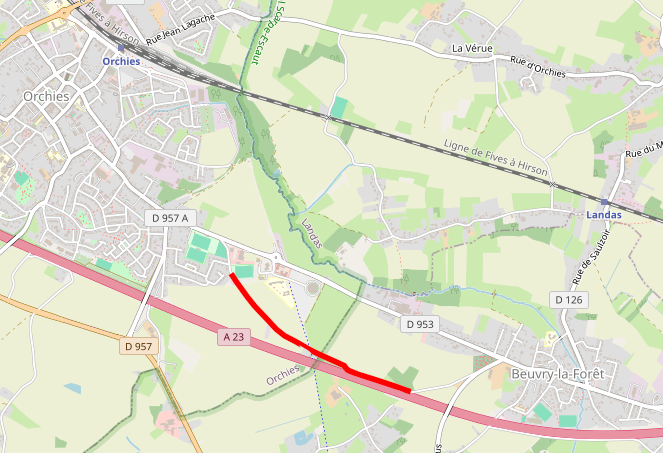

Le secteur pavé de Beuvry-la-Forêt à Orchies (ou Pavé Marc Madiot) est un secteur pavé de la course cycliste Paris-Roubaix situé dans la commune de Beuvry-la-Forêt avec une difficulté actuellement classée trois étoiles.
Il a été construit spécialement pour Paris-Roubaix et a été emprunté pour la première fois en 2007. Sa deuxième appellation est en l'honneur au double vainqueur de l'épreuve Marc Madiot.
Le secteur est emprunté dans sa totalité lors de la 5e étape du Tour de France 2014 dans le sens Orchies vers Beuvry-la-Forêt. Il est le cinquième des neuf secteurs traversés de l'étape. Cependant, à la suite des mauvaises conditions météorologiques, il est annulé tout comme le secteur pavé de Mons-en-Pévèle.

## Caractéristiques
- Longueur : 1 400 m
- Difficulté : 3 étoiles
- Secteur n° 14 (avant l'arrivée)